# Thurweg
Der Thurweg ist ein insgesamt rund 160 Kilometer langer Schweizer Wanderweg in den Kantonen St. Gallen, Thurgau, Zürich und Schaffhausen, der von der Bergstation Gamplüt oberhalb von  Wildhaus der Thur entlang nach Rüdlingen führt. Der ganze Abschnitt ist als regionale Wanderroute Nr. 24 von Wanderland Schweiz signalisiert.
Die namensgebende Thur ist mit einer Länge von 134,6 Kilometern nach dem Rhein, dem sie in der Nähe von Flaach und Ellikon zufliesst, der zweitlängste Fluss der Ostschweiz. Der Name Thur wird auf das indogermanische Wort dhu («die Eilende») zurückgeführt.

## Verlauf
Der Thurweg wurde möglichst flussnah angelegt, die Thur wird auf Brücken und Stegen 33-mal überquert. Der rund 60 Kilometer lange Abschnitt von Wildhaus bis Schwarzenbach ist als Kulturweg markiert und vermittelt an bestimmten Abschnitten auf Tafeln Informationen über Natur, Geschichte und Wassernutzung am Fluss. Am gesamten Weg liegen Gasthäuser, bewirtschaftete Hütten und Restaurants, die zum Teil während des Winters geschlossen sind. Die Wanderroute entlang der Thur ist in acht Tagesetappen à fünf bis sieben Stunden zu schaffen.

### 1. Etappe: Gamplüt – Nesslau
Von Gamplüt aus geht der Weg über Unterwasser und Alt St. Johann  mit dem namensgebenden, ehemaligen Benediktinerkloster nach Starkenbach. Dann folgt der Weg über den Giessenfällen vorbei nach Stein und Nesslau.

### 2. Etappe: Nesslau – Wattwil
Die 2. Etappe beginnt in Nesslau. Von dort aus führt der relativ leicht zu begehende Weg entlang der Thur zum Bahnhof Krummenau, vorbei an der Flussinsel Helgoland mit der Kapelle Mariahilf. Kurz vor Krummenau existierte eine Naturbrücke über die Thur, die 1976 einbrach. Seither folgt der Weg der Bahnlinie entlang zum Bahnhof Krummenau. Der Weg zwischen Krummenau und Ebnat-Kappel wurde 2000 angelegt, dieser folgt der wilden Thur entlang, dabei sind mit Treppen mehrmals einige Höhenmeter zu bewältigen. Diese Etappe bis Ebnat-Kappel gilt als der landschaftlich schönste Abschnitt. Von Ebnat-Kappel aus nach Wattwil folgt der Weg der kanalisierten Thur entlang.

### 3. Etappe: Wattwil – Schwarzenbach

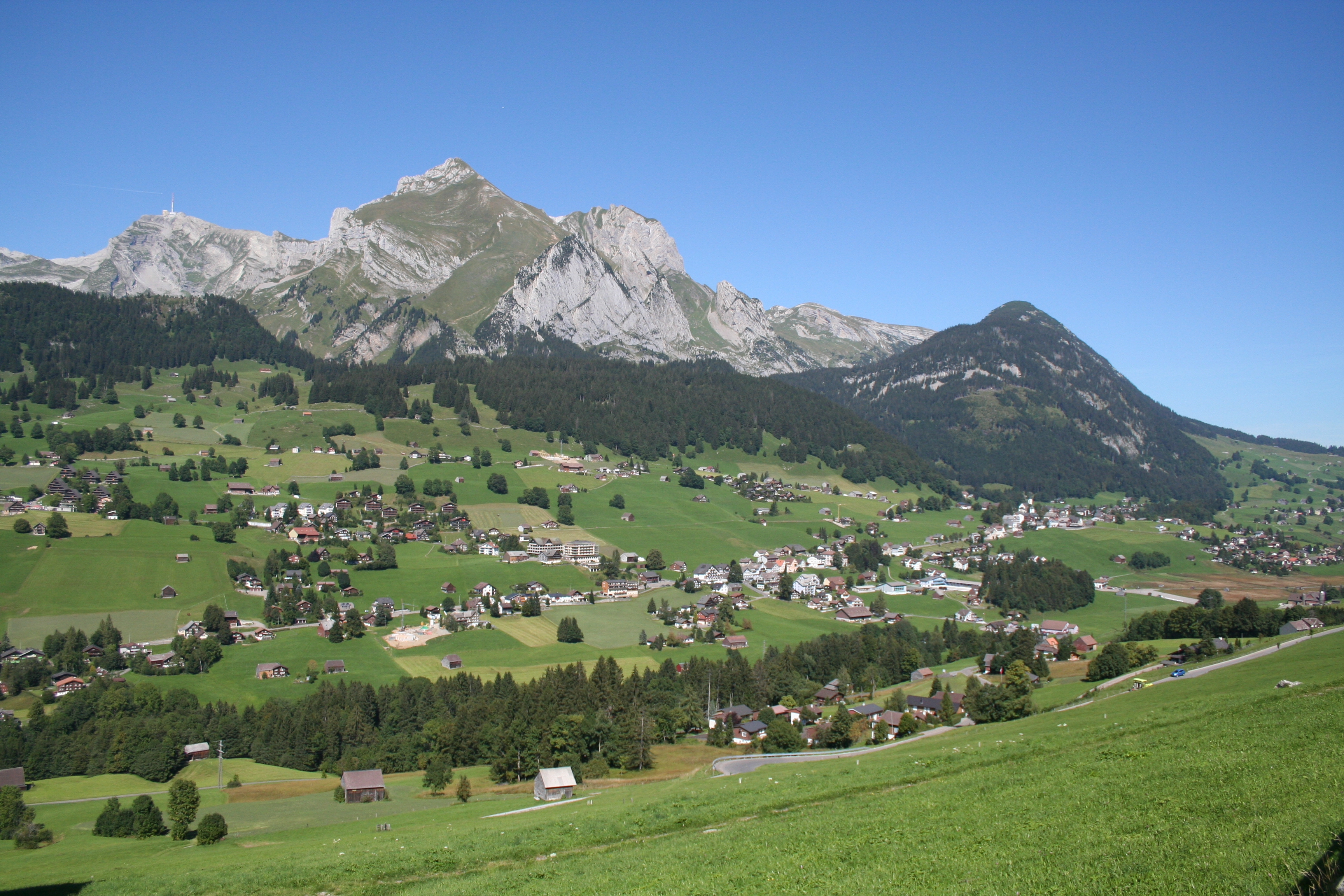
Wildhaus (hier mit Säntis)

Die dritte Etappe beginnt in Wattwil. Der Weg folgt dem Thurkanal nach Lichtensteig. Von dort aus bis Schwarzenbach existiert kein durchgehender Weg der Thur entlang, weswegen der Thurweg dort mit Ausnahme kurzer Abschnitte etwas abseits der Thur durch Dörfer und Landschaften führt.

### 4. Etappe: Schwarzenbach – Bischofszell
Die vierte Etappe verläuft auf fast der ganzen Strecke wieder dicht der Thur entlang nach Bischofszell. Vom Beginn der 4. Etappe an bis zur Rheinmündung ist die Thur grössenteils kanalisiert, der Thurweg ist ab hier auch in vielen Abschnitten Teile nationaler und regionaler Velorouten.

### 5. Etappe: Bischofszell – Weinfelden

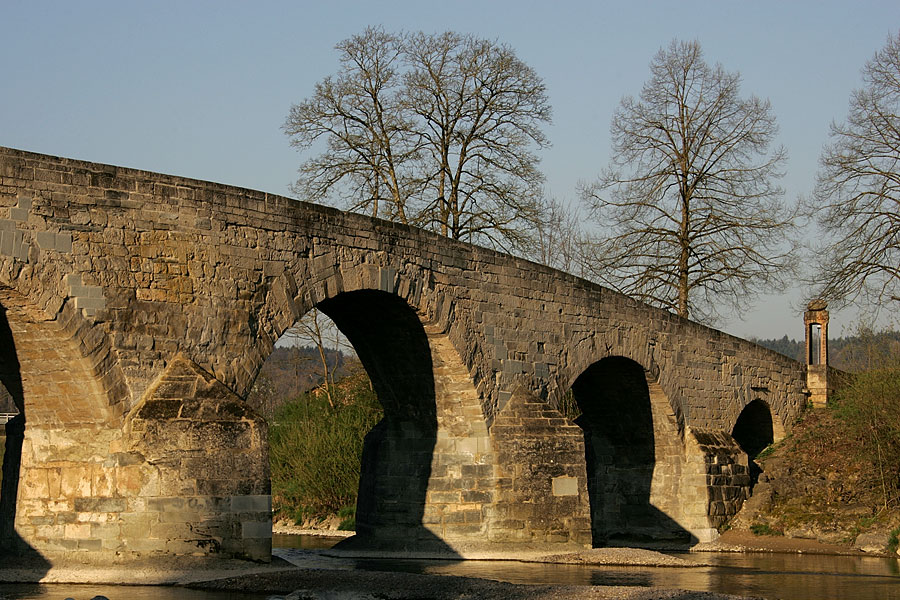
Alte Thurbrücke Bischofszell

Die fünfte Etappe führt von Bischofszell über Halden, Schönenberg an der Thur, Kradolf, Buhwil, Istighofen und Bürglen nach Weinfelden.

### 6. Etappe: Weinfelden – Frauenfeld

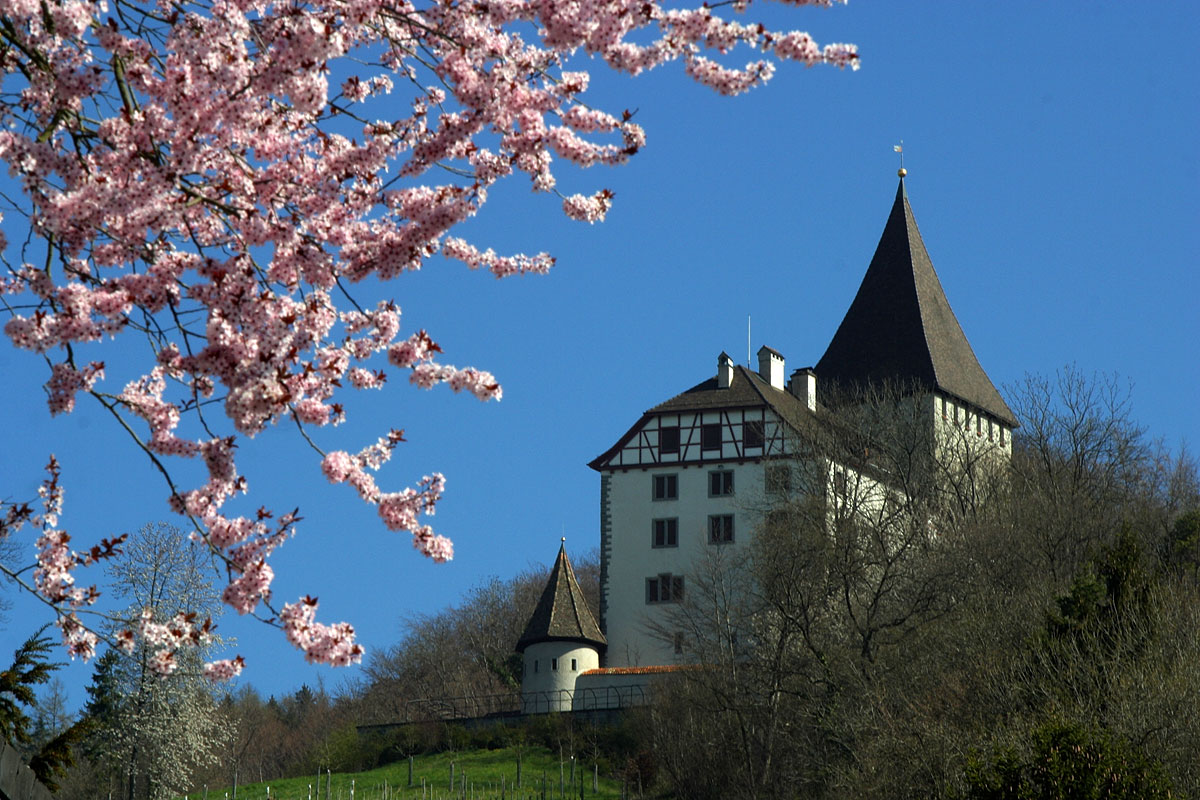
Schloss Weinfelden

Die sechste Etappe führt von Weinfelden über Amlikon nach Frauenfeld.

### 7. Etappe: Frauenfeld – Andelfingen
Die siebte führt den Wanderer von Frauenfeld über Uesslingen nach Andelfingen.

### 8. Etappe: Andelfingen – Rüdlingen
Die letzte Etappe führt nach Rüdlingen am Rhein im Kanton Schaffhausen.

## Verkehrsanbindung
In fast jedem Ort am Weg lässt sich die Wanderung unterbrechen. Es führen Bahnen oder Wege ins Tal zur nächsten Bus- oder SBB-Station.